# ГАЕС Авче
ГАЕС Авче — гідроакумулювальна електростанція у Словенії. Споруджена на заході країни у сточищі річки Соча (Ізонцо), котра бере початок на словенській території та впадає до Адріатичного моря на італійському узбережжі на північний захід від Трієсту.
Верхній резервуар штучно створили на висотах лівобережжя Сочі за допомогою насипної дамби. Він має корисний об'єм у 2,2 млн м3 та припустиме коливання рівня поверхні в операційному режимі між позначками 597 та 625 метрів НРМ.
Як нижній резервуар використали водосховище греблі Аджба, спорудженої у 1940 році в межах проєкту ГЕС Плаве. Ця бетонна гравітаційна споруда висотою 39 метрів та довжиною 72 метри утримує витягнуту по долині Сочі на 5 км водойму з площею поверхні 0,29 км2 та об'ємом 1,6 млн м3 (корисний об'єм 0,4 млн м3), в якій припустиме коливання рівня в операційному режимі між позначками 104,5 та 106 метрів НРМ.
Від верхнього резервуара прямує тунель довжиною 0,7 км, який переходить у прокладений по схилу водовід довжиною 0,86 км зі спадаючим діаметром від 3,3 до 3,1 метра. Далі ресурс потрапляє у підземний водовід довжиною 0,71 км з діаметром від 3,1 до 2,6 метра, котрий включає напірну шахту висотою 190 метрів.
Розташований неподалік від сховища греблі Аджба машинний зал обладнали однією оборотною турбіною типу Френсіс потужністю 185 МВт у генераторному та 180 МВт у насосному режимах. Вона використовує напір від 491 до 521 метра (номінальний напір 498 метрів) та за рік повинна виробляти 426 млн кВт·год електроенергії, споживаючи при цьому в насосному режимі 553 млн кВт·год.